# José Antonio Jiménez Comín
José Antonio Jiménez Comín (Ariño, Teruel, España 1935-Yondó, Antioquia, Colombia, 1974) fue un sacerdote español y guerrillero del Ejército de Liberación Nacional (Colombia), que murió ocho meses después de incorporarse a la guerrilla durante una marcha por las montañas de Colombia.

## Biografía
Trabajaba en las oficinas mineras de Ariño, en un ambiente rural en los años 50. En 1951, José Antonio ingresó en el seminario menor de Alcorisa (Teruel), con 16 años. En 1955 conoció a Domingo Laín y Manuel Pérez. Juntos, en 1959 acudieron al seminario mayor de Zaragoza para estudiar filosofía. En 1965, los tres fueron ordenados sacerdotes por Pablo VI. José Antonio inicia su labor pastoral en los barrios populares de la capital aragonesa. Los tres sacerdotes viajaron a Francia ese mismo año, donde continuaron su sacerdocio junto a trabajadores inmigrantes españoles o exiliados de la guerra. José Antonio se encuentra en formación en el Seminario Hispanoamericano de Madrid, enfocado a la evangelización como parte de una misión en el extranjero yendo a República Dominicana.

### Militancia en el ELN
En octubre de 1968, José Antonio y Manuel Pérez fueron expulsados de República Dominicana y se encontraron con Domingo en el municipio de Ciénaga de la Virgen, en Cartagena. Debido a la gran pobreza de la población, siguen y participan clandestinamente dentro del grupo Golconda que sigue las ideas de Camilo Torres Restrepo. José Antonio ingresó a las filas del ELN en 1969 y tomó las armas. El grupo Golconda fue creado por los sacerdotes rojos de Colombia. Expulsado de Colombia por participación política y enfrentamiento con la Iglesia, contactó con el ELN en Madrid y en 1969 viajó a Canarias con pasaporte falso para dirigirse a Colombia. Murió un año después de unirse a la guerrilla durante una agotadora marcha en las montañas de Colombia.

Él fue el primero que murió de los tres. Él murió como al año de estar vinculados nosotros a la guerrilla. Murió por los lados de Yondó, Antioquia, cerca del río Magdalena. Los compañeros, como siete, habían salido a una comisión, incluido él, José Antonio. Era una de las primeras veces también que él salía a operativos. Cuando llevaban varias horas caminando, José Antonio se sintió mal. Se detuvo la marcha, y el compañero comenzó a trasbocar, como con mareos intensos, y al poco raro murió, ahí mismo.